# Ceylon Women's Union
Ceylon Women's Union, var en kvinnoorganisation i Sri Lanka (då en del av Brittiska Indien), grundad 1904.
Kvinnorörelsen på Sri Lanka hade sitt ursprung i Teosofiska Samfundet på 1800-talet, som stödde jämställdhet, och som ledde till den första religiösa kvinnoföreningen, som Nari-shiksa-dhana Samagama (Women’s Education Society) 1889.
Ceylon Women's Union blev den första (sekulära) organisationen för kvinnor på Ceylon.
Ceylon Women's Union och Girl's Friendly Society grundades båda av Mary Rutnam; den förstnämnda var en allmän diskussionsklubb för kvinnor, den andra handlade specifikt om hälsovård, sjukvård, utbildning och kvinnofrågor, och tog på 1909 års möte upp frågan om kvinnlig rösträtt i "Dialogue on Women's Rights", inspirerad av den brittiska rösträttsrörelsen. Det var dock först 1925 som den buddhistiska kvinnoföreningen Mallika Kulangana Samitiya blev den första föreningen att aktivt verka för frågan om rösträtt genom att lämna in en session i frågan till Ceylon National Congress, men någon systematisk aktivism om rösträtten påbörjades först med Women's Franchise Union.